# فريدريش غوتليب كلوبشتوك
فريدريش غوتليب كلوبشتوك (بالألمانية: Friedrich Gottlieb Klopstock)، هو شاعر وكاتب ألماني. كانت عائلة كلوبشتوك مؤمنة بتعاليم الحركة التقوية، وأتم كلوبشتوك في الفترة من 1739 حتى 1745 دراسته الثانوية ثم درس في الفترة من 1745 حتى 1748 علوم الدين في يينا ولايبزغ. وفي زيورخ انضم في عام 1750 إلى بودمر. وفي عام 1751 استدعاه فريدريك الخامس ملك الدنمارك إلى الدنمارك. وفي عام 1751 تزوج من ميتا موللر (كان يدعوها في كتاباته باسم "سيدلي"). وبعد وفاة الملك الدنماركي أصبحت هامبورغ محل إقامته الأساسي. واعتبره أدباء جماعة جوتنجر هاين مثلهم الأعلى. واشتهر كلوبشتوك في فترة مبكرة من حياته بعد أن كتب عمله المسيح. وكانت جنازته حدثاً عظيماً.

## أعماله
- المسيح. ملحمة أبطال «Der Messias. Ein Heldengedicht».
- مذبحة هرمان «Hermanns Schlacht».
- مجموعة أود.

## روابط خارجية
- فريدريش غوتليب كلوبشتوك على موقع الموسوعة البريطانية (الإنجليزية)
- فريدريش غوتليب كلوبشتوك على موقع ميوزك برينز (الإنجليزية)
- فريدريش غوتليب كلوبشتوك على موقع إن إن دي بي (الإنجليزية)
- فريدريش غوتليب كلوبشتوك على موقع ديسكوغز (الإنجليزية)